# Championnat de Colombie de football 1961
Navigation
Saison précédente Saison suivante
La saison 1961 du Championnat de Colombie de football est la quatorzième édition du championnat de première division professionnelle en Colombie. Les douze meilleures équipes du pays sont regroupées au sein d'une poule unique, où elles s'affrontent quatre fois, deux fois à domicile et deux fois à l'extérieur. À l'issue de la compétition, il n'y a pas ni promotion, ni relégation.
C'est le CD Los Millonarios qui remporte la compétition, après avoir terminé en tête du classement final, avec huit points d'avance sur l'Independiente Medellin et douze sur le tenant du titre, l'Independiente Santa Fe. C'est le sixième titre de champion de l'histoire du club.
Le club d'Once Caldas prend part au championnat cette saison, à la suite du forfait de l'Unión Magdalena.

## Les clubs participants
| - Independiente Santa Fe - CD Los Millonarios - Deportes Tolima - Atlético Bucaramanga - Once Caldas - Independiente Medellin | - Atlético Nacional - Deportivo Pereira - América de Cali - Cucuta Deportivo - Deportes Quindio - Deportivo Cali |

## Compétition
Le barème utilisé pour établir le classement est le suivant :
- Victoire : 2 points
- Match nul : 1 point
- Défaite : 0 point

### Classement
| Rang | Équipe                  | Pts | J  | G  | N  | P  | Bp | Bc | Diff |
| ---- | ----------------------- | --- | -- | -- | -- | -- | -- | -- | ---- |
| 1    | CD Los Millonarios      | 62  | 44 | 25 | 12 | 7  | 95 | 56 | +39  |
| 2    | Independiente Medellín  | 54  | 44 | 21 | 12 | 11 | 72 | 54 | +18  |
| 3    | Independiente Santa FeT | 50  | 44 | 21 | 8  | 15 | 99 | 73 | +26  |
| 4    | Cúcuta Deportivo        | 47  | 44 | 16 | 15 | 13 | 71 | 66 | +5   |
| 5    | Deportivo Cali          | 46  | 44 | 17 | 12 | 15 | 75 | 65 | +10  |
| 6    | Atlético Bucaramanga    | 44  | 44 | 16 | 12 | 16 | 61 | 61 | 0    |
| 7    | Once Caldas             | 43  | 44 | 15 | 13 | 16 | 64 | 58 | +6   |
| 8    | América de Cali         | 40  | 44 | 15 | 10 | 19 | 65 | 74 | -9   |
| 9    | Deportivo Pereira       | 40  | 44 | 15 | 10 | 19 | 68 | 82 | -14  |
| 10   | Deportes Quindío        | 37  | 44 | 12 | 13 | 19 | 54 | 91 | -37  |
| 11   | Atlético Nacional       | 35  | 44 | 13 | 9  | 22 | 69 | 90 | -21  |
| 12   | Deportes Tolima         | 30  | 44 | 9  | 12 | 23 | 53 | 76 | -23  |

|  | Qualification pour la Copa Libertadores 1962 |
|  | T: Tenant du titre                           |

## Bilan de la saison
| Championnat de Colombie de football 1961 |                               |
| Champion                                 | CD Los Millonarios (6e titre) |
| Qualifications continentales             |                               |
| Copa Libertadores 1962                   | CD Los Millonarios            |
| Promotions et relégations                |                               |
| Promus en Primera A                      | Aucun                         |
| Relégués en Primera B                    | Aucun                         |